# Renault 3
Renault 3 – model będący budżetową i słabiej wyposażoną wersją samochodu Renault 4. Produkowany był w latach 1961-1962. R3 nie posiadał trzeciej pary okien bocznych, kołpaków, przedniego grilla, słabiej wyposażone było wnętrze. Do napędu zastosowano mniejszy silnik o pojemności 603 cm³. Sprzedaż Renault 3 utrzymywała się na niskim poziomie, spowodowane to było głównie tym, że lepiej wyposażony Renault 4 był tylko nieznacznie droższy.